# Tetrathyrium
Tetrathyrium là một chi thực vật thuộc họ Hamamelidaceae.
Chi này có hai loài:
- Tetrathyrium simaoense
- Tetrathyrium subcordatum